# Mario Merola (quarto album del 1967)
Mario Merola è il quarto album discografico dell'omonimo cantante pubblicato in Italia nel 1967.

## Descrizione
Contiene una raccolta di brani già pubblicati come singoli negli anni precedenti. Lo stesso anno vennero pubblicati altri tre album omonimi con la stessa copertina e con una diversa selezione di brani. Venne ristampato nel 1976 con una diversa copertina.

## Tracce
1. Comm'a nu sciummo
2. Uocchie 'e mare (Carlo Esposito, Giuseppe Palumbo e Pietro Avitabile)
3. Allegretto ma non troppo (Vincenzo D'Annibale Jr. e Vincenzo de Crescenzo)
4. Dal Vesuvio con amore
5. N'ata passione (Alfonso Chiarazzo ed Enrico Buonafede)
6. Parola d'onore (Domenico Riccardi, Errico Sorrentino, Gaetano Sorrentino e Salvatore Cataneo)
7. Tu me lasse (Carlo Aiello e Giuseppe Cirillo)
8. Se n'è ghiuta (De Crescenzo e Acampora)
9. Nu poco 'e tutte cose (G. Frisoli e G. Aterrano)
10. Velo niro (R. Melozzi, N. Gallo e Cardinale)
11. Ddoje vote carcerato (Tony Sigillo e V. Ambra)
12. Doce è 'o silenzio